# Offenbarungsreligion
Unter Offenbarungsreligion versteht man eine Religion, die sich in ihrem Selbstverständnis darauf beruft, von Gott eine (meist auch schriftlich festgehaltene) Offenbarung erhalten zu haben. Dies sind vor allem die monotheistischen Religionen: das Judentum, das Christentum, der Islam und das Bahaitum mit ihren jeweiligen heiligen Schriften: hebräische Bibel, christliche Bibel, Koran und die heiligen Schriften der Bahai.
Die angeblichen Empfänger solcher göttlichen Offenbarungen werden als Propheten bezeichnet. So habe etwa Mose von Angesicht zu Angesicht mit Gott gesprochen:

„Der HERR aber redete mit Mose von Angesicht zu Angesicht, wie ein Mann mit seinem Freunde redet.“

Auch die späteren Propheten, wie z. B. Jeremia, sollen sich als von Gott erwählt betrachtet haben:

„Und des HERRN Wort geschah zu mir: Ich kannte dich, ehe ich dich im Mutterleibe bereitete, und sonderte dich aus, ehe du von der Mutter geboren wurdest, und bestellte dich zum Propheten für die Völker.“

Der Apostel Paulus, der einen wesentlichen Teil des Neuen Testaments verfasst hat, schrieb über den Ursprung seiner Verkündigung, dass er sie als Offenbarung empfangen habe:

„Denn ich tue euch kund, liebe Brüder, dass das Evangelium, das von mir gepredigt ist, nicht von menschlicher Art ist. Denn ich habe es nicht von einem Menschen empfangen oder gelernt, sondern durch eine Offenbarung Jesu Christi.“